# Твожиянкі
Твожиянкі (пол. Tworzyjanki) — село в Польщі, у гміні Бжезіни Бжезінського повіту Лодзинського воєводства.
Населення — 126 осіб (2011).
У 1975-1998 роках село належало до Скерневицького воєводства.

## Демографія
Демографічна структура станом на 31 березня 2011 року:
|          | Загалом | Допрацездатний вік | Працездатний вік | Постпрацездатний вік |
| -------- | ------- | ------------------ | ---------------- | -------------------- |
| Чоловіки | 66      | 18                 | 44               | 4                    |
| Жінки    | 60      | 9                  | 39               | 12                   |
| Разом    | 126     | 27                 | 83               | 16                   |